# Секменьово
Секменьово (рос. Секменёво) — присілок у Большереченському районі Омської області Російської Федерації.
Належить до муніципального утворення Новологіновське сільське поселення. Населення становить 211 осіб.

## Історія
Згідно із законом від 30 липня 2004 року органом місцевого самоврядування є Новологіновське сільське поселення.

## Населення
| 1926 | 2002 | 2010 |
| ---- | ---- | ---- |
| 511  | ↘250 | ↘211 |